# Patena

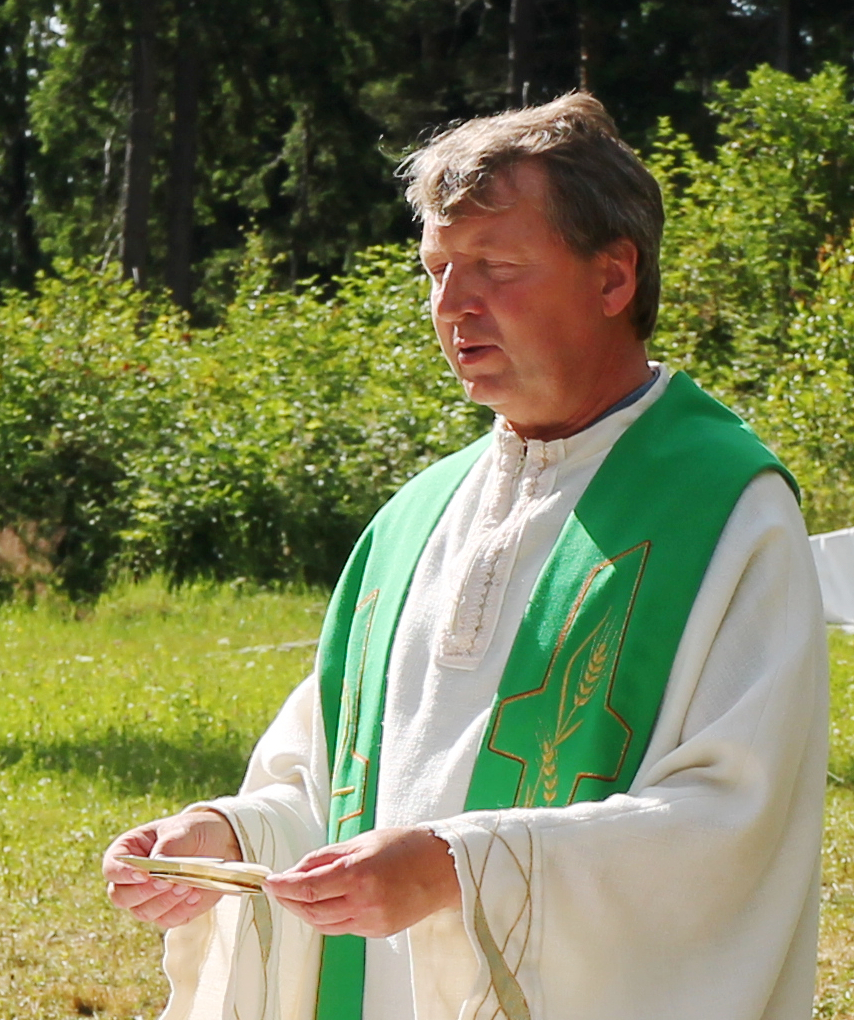
Ksiądz z pateną

Patena (łac. patere – miska) – w Kościołach chrześcijańskich naczynie liturgiczne zazwyczaj w kształcie talerzyka przeznaczone dla konsekrowanej hostii. Powinna być wykonana, przynajmniej w swym wnętrzu, ze szlachetnego, nie korodującego metalu (zwykle złota lub srebra). Zadaniem pateny jest zbieranie i chronienie cząstek Najświętszego Sakramentu przed profanacją.

## Historia
Zachowane świadectwa historyczne potwierdzają, że patenę zaczęto używać w liturgii z początku IV w. Dawniej w patena symbolizowała nowy Grób Pański, ponieważ na tym naczyniu liturgicznym składano Ciało Chrystusa. Patena również przypominała Wieczernik i pierwsze przeistoczenie, które zostało dokonane przez Jezusa w Wielki Czwartek. Od średniowiecza zalecano i tworzono pateny, które są zbliżone wyglądem do dzisiejszych. Najbardziej pożądaną formą było odchodzenie od dużych głębokości pateny, ale zachowanie płaskości wraz ze spadkiem ku wewnętrznej stronie, które umożliwiało sprawne zbieranie okruchów hostii lub komunikantów za pomocą palca dłoni kapłana.

## Rodzaje paten
Podczas liturgii mogą być używane trzy rodzaje paten:
- Patena głęboka – to okrągła i głęboka patena, do której wkłada się komunikanty dla wszystkich uczestników liturgii. Jest to symbol, który przypomina, że cały lud Boży spożywa z jednego chleba[1]. Tę patenę stosuje się, gdy nie stosuje się pateny kielichowej bądź gdy zachodzi potrzeba konsekracji komunikantów[3]

- Patena kielichowa – to płaska i okrągła patena, która należy do standardowego wyposażenia bielizny kielichowej. Mieści się na niej hostia, którą kapłan konsekruje podczas mszy świętej, a następnie łamie i spożywa[1]. Po rozdaniu Ciała Chrystusa wiernym. Celebrans jest zobowiązany do oczyszczenia pateny za pomocą wody i puryfikaterza[2].
- Patena komunijna – to płaska i okrągła patena z specjalnym uchwytem, która jest trzymana przez ministranta pod brodą wiernego przyjmującego Komunię Świętą[1]. Celem tej pateny jest to, aby ani hostia, ani jej okruchy nie spadły na ziemię[2].